# Посольство Украины в Беларуси
Посольство Украины в Беларуси (укр. Посольство України в Білорусі; бел. Пасольства Украіны ў Беларусі) — дипломатическая миссия Украины в Беларуси. Находится в Минске.

## Задачи посольства
Основная задача Посольства Украины в Республике Беларусь — представлять интересы Украины, способствовать развитию межгосударственных политических, экономических, культурных, научных и других связей, а также защищать права и интересы граждан и юридических лиц Украины, которые находятся на территории Беларуси.
Посольство способствует развитию добрососедских гармоничных отношений между Украиной и Республикой Беларусь на всех уровнях, а также сотрудничеству по вопросам, представляющим взаимный интерес. Посольство выполняет также консульские функции.

## История дипломатических отношений
Дипломатические отношения между Украиной и Республикой Беларусь установлены 27 декабря 1991 года. Посольство Украины в Республике Беларусь было создано 30 июня 1992 года.
Дом Посольства торжественно открыт 1 декабря 2000 года при участии президента Украины Леонида Кучмы, премьер-министра Украины Виктора Ющенко, министра иностранных дел Украины Анатолия Зленко, а также премьер-министра Республики Беларусь Владимира Ермошина и заместителя премьер-министра Республики Беларусь — министра иностранных дел Республики Беларусь Михаила Хвостова.

## Руководители дипломатической миссии
1. Желиба Владимир Иванович (4 марта 1992[1]—3 января 1998[2])
2. Дронь Анатолий Андреевич (3 января 1998[3]—18 июня 2003[4])
3. Шаповал Пётр Дмитриевич (18 августа 2003[5]—18 августа 2005[6])
4. Наливайченко Валентин Александрович (30 декабря 2005[7]—29 мая 2006[8])
5. Лиховой Игорь Дмитриевич (6 февраля 2007[9]—24 февраля 2010[10])
6. Бессмертный Роман Петрович (24 февраля 2010[11]—3 июня 2011[12])
7. Сосюра Александр Васильевич (2011) временный поверенный
8. Тихонов Виктор Николаевич (22 августа 2011[13]—26 ноября 2012[14])
9. Якубов Виктор Марсумович (2012—2013) временный поверенный
10. Ежель Михаил Брониславович (3 апреля 2013[15]—11 мая 2015[16])
11. Джигун, Валерий Николаевич (2015—2017) временный поверенный
12. Кизим Игорь Юрьевич (16 февраля 2017[17]—22 июня 2023[18])
13. Тимуш Ольга Владимировна (июнь 2023 — н. в.[19]) временная поверенная

## События
- 20 ноября 2017 года — белорусские спецслужбы арестовали украинского журналиста Шаройко Павел Якубовича и обвинили его в шпионаже[20][21].
- 20 ноября 2017 года — белорусские власти объявили персоной нон грата первого секретаря Посольства Украины Скворцова Игоря Васильевича[22].